# بوديمير دوكيتش
بوديمير دوكيتش هو لاعب كرة قدم صربي في مركز الوسط، ولد في 26 يوليو 1977 في كراغوييفاتس في صربيا. لعب مع سلافيا صوفيا ونادي تشوكاريتشكي ونادي سبارتاك فارنا ونادي ميتالاك ونادي هلسنكي.

## وصلات خارجية
- بوديمير دوكيتش على موقع قاعدة بيانات كرة القدم.إي يو (الإنجليزية)
- بوديمير دوكيتش على موقع Soccerway.com (الإنجليزية)
- بوديمير دوكيتش على موقع عالم كرة القدم.نت (الإنجليزية)